# ساموس (مقاطعة)
 ساموس إحدى مقاطعات اليونان. تتكون من جزر ساموس وإيكاريا وجزر فورنوي كورسون الأصغر. في عام 2011 ألغيت المقاطعة وأصبحت المنطقة الآن مغطاة بالوحدات الإقليمية لساموس وإيكاريا. وكانت عاصمتها مدينة فاثي في جزيرة ساموس.